# جرن الدار (السدة)

تعديل مصدري - تعديل

جرن الدار هي إحدى قرى عزلة وادي عصام بمديرية السدة التابعة لمحافظة إب، بلغ تعداد سكانها 539 نسمة حسب تعداد اليمن لعام 2004.